# Xã Durham, Quận Bucks, Pennsylvania
Xã Durham (tiếng Anh: Durham Township) là một xã thuộc quận Bucks, tiểu bang Pennsylvania, Hoa Kỳ. Năm 2010, dân số của xã này là 1.144 người.